# Drymaeus acervatus
Drymaeus acervatus es una especie de molusco gasterópodo de la familia Bulimulidae en el orden de los Stylommatophora.

## Distribución geográfica
Es endémica de Brasil.